# 吴昊 (足球运动员)
吴昊（1983年2月19日—），男，北京，中国足球运动员，司职中后卫，也可担任防守型中场。

## 职业生涯

### 青年队
- 1994年进入秦皇岛的中国足校。
- 1999年进入江苏舜天青年队。

### 俱乐部
- 2003年进入江苏舜天一队，但出场次数不多。
- 2005年被租借到新加坡联赛的新麟队。
- 2006年加盟当时的中甲球队河南建业，帮助球队成功冲超。
- 2008年转会山东鲁能泰山，当年在联赛中替补上场13次。
- 2009年12月30日，吴昊正式加盟家乡球队北京国安[1]。
- 2011年初与北京国安解约。
- 2012年加盟乙级队北京亿通酷车。

### 国家队
- 2008年初入选国家队，当年底再次进入国家队集训名单。

## 荣誉

### 山东鲁能泰山
- 中国足球超级联赛冠军：2008